# U 4.50 s Paddingtona
U 4.50 s Paddingtona ili Što je vidjela Gospođa McGillicuddy (izdan 1957.) je roman s Miss Marple u glavnoj ulozi koji je napisala Agatha Christie.

## Radnja
U ozračju božićnih blagdana na jedan kratak trenutak dva su se vlaka kretala paralelno, jedan uz drugi. Iako nije bila poznata kao žena koju su obuzimale halucinacije, gđa Elspeth McGillicudy, jedna od putnica u jednom od tih vlakova, bila je sigurna da je postala svjedokom ubojstva. O čemu drugom se moglo raditi? Naime, dok je ona bespomoćno zurila kroz prozor svog kupea, u drugom vlaku jedan je muškarac bešćutno pojačavao svoj stisak oko vrata neke žene. Njeno tijelo se srušiio. Potom se drugi vlak udaljio... No tko će, osim njene prijateljice gđice Jane Marple, priču gđe McGillicudy shvatiti ozbiljno? Napokon, nije bilo osumnjičenih, nije bilo drugih svjedoka, nije bilo tragova... I - naposljetku - nije bilo ni leša.